# 타일란 안탈리알르
타일란 안탈리알르(튀르키예어: Taylan Antalyalı, 1995년 1월 8일 ~ )는 튀르키예의 프로 축구 선수로, 갈라타사라이에서 임대되어 쉬페르리그 클럽 보드룸에서 미드필더로 활약하고 있다.

## 구단 경력

### 겐츨레르비를리이
타일란 안탈리알르는 2014-2015년 시즌을 앞두고 쉬페르리그 클럽 겐츨레르비를리이로 이적했다. 안탈리알르는 2014년 12월 1일, 트라브존스포르와의 쉬페르리그 경기에서 4-1로 패하며 프로 데뷔 전을 치렀다.

### 갈라타사라이
안탈리알르는 다음 시즌을 TFF 1. 리그 3경기에 출전한 후 갈라타사라이로 이적했다. 그는 2019-20년 시즌에 갈라타사라이와 4년 계약을 맺고 100만 유로에 이적했다.

#### 앙카라귀쥐로의 임대
2022년 9월 8일, 그는 쉬페르리그 클럽 앙카라귀쥐와 1년 임대 계약을 체결했다.

#### 삼순스포르로의 임대
2023년 7월 25일, 그는 쉬페르리그 클럽 삼순스포르와 1년 임대 계약을 체결했다.

#### 보드룸으로의 임대
2024년 9월 7일, 그는 2024-25년 시즌이 끝날 때까지 보드룸으로 임대되었다고 발표되었다.

## 국가대표팀 경력
그는 2021년 3월 24일, 네덜란드와의 월드컵 예선 경기에서 튀르키예 국가대표팀으로 데뷔했다.
그는 이후 UEFA 유로 2020에 참가하기 위해 선발되었다. 그러나 3경기에서 3패, 8골, 1골이라는 치명적인 기록을 세운 튀르키예는 대회 1라운드에서 탈락하게 되었다.